# Cerocida ducke
Cerocida ducke là một loài nhện trong họ Theridiidae.
Loài này thuộc chi Cerocida. Cerocida ducke được miêu tả năm 1989 bởi Marques & Buckup.